# 彭侯

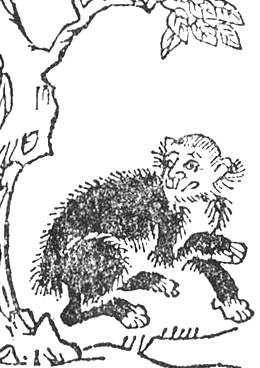
寺島良安《和漢三才圖會》所描繪的彭侯。

彭侯是中國传说生活在樹木的妖怪，傳說居住於生長了千年以上的樹木里面。

## 概要
《搜神記》記載，三國時代的吳國有一個叫做敬叔的建安郡太守，一日派人砍伐樟樹時，樹幹缺口居然流出血來，接著，有著人頭、類似黑狗卻又沒有尾巴的彭侯從樹中跳出來；之後彭侯被烹煮來食用，味道很像狗肉。
記載白澤等傳說生物的《白澤圖》裡也有記載彭侯。。
彭侯在江戶時代時傳入日本，當時的怪談集《古今百物語評判》、百科全書《和漢三才圖會》以及鳥山石燕的妖怪畫集《今昔百鬼拾遺》均有以中國妖怪的分類來介紹彭侯，《和漢三才圖會》更從《本草綱目》中引用了《搜神記》記載的內容。。
由於山中的回聲傳說中被認為是山彥或木靈引起的，因為彭侯和木靈一樣都是居住在樹中的妖怪，所以也有將牠們視作同一種妖怪的看法。江戶時代的妖怪畫集《百怪圖卷》和《畫圖百鬼夜行》中的山彥外表均類似狗的模樣，據說這就是以彭侯為模特兒所描繪出的。。

## 延伸阅读
[在维基数据编辑]
 《欽定古今圖書集成·博物彙編·禽蟲典·彭侯部》，出自陈梦雷《古今圖書集成》